# Andreas Schmitz
Pour les articles homonymes, voir Schmitz.
Andreas Schmitz est un herpétologiste allemand, travaillant au muséum d'histoire naturelle de Genève. Il s'intéresse aux reptiles et aux amphibiens d'Afrique et d'Asie, en étudiant tant leur phylogénie que leur morphologie.

## Taxons décrits
- Afroedura gorongosa Branch, Guyton, Schmitz, Barej, Naskrecki, Farooq, Verburgt & Rödel, 2017
- Afroedura donveae Branch, Schmitz, Rovira, Baptista, António & Conradie, 2021
- Afroedura praedicta Branch, Schmitz, Rovira, Baptista, António & Conradie, 2021
- Afroedura vazpintorum Branch, Schmitz, Rovira, Baptista, António & Conradie, 2021
- Afroedura wulfhaackei Branch, Schmitz, Rovira, Baptista, António & Conradie, 2021
- Agama finchi leucerythrolaema Wagner, Freund, Modrý, Schmitz, Böhme, 2011
- Agama lebretoni Wagner, Barej & Schmitz 2009
- Ameerega boehmei Lötters, Schmitz, Reichle, Rödder & Quennet, 2009
- Amietophrynus channingi Barej, Schmitz, Menegon, Hillers, Hinkel, Böhme & Rödel, 2011, désormais Sclerophrys channingi (Barej, Schmitz, Menegon, Hillers, Hinkel, Böhme & Rödel, 2011)
- Boaedon bocagei Hallermann, Ceríaco, Schmitz, Ernst, Conradie, Verburgt, Marques & Bauer, 2020
- Boaedon branchi Hallermann, Ceríaco, Schmitz, Ernst, Conradie, Verburgt, Marques & Bauer, 2020
- Boaedon fradei Hallermann, Ceríaco, Schmitz, Ernst, Conradie, Verburgt, Marques & Bauer, 2020
- Cacosternum australis Channing, Schmitz, Burger & Kielgast, 2013
- Cacosternum kinangopensis Channing & Schmitz, 2009
- Cacosternum rhythmum Channing, Schmitz, Burger & Kielgast, 2013
- Calotes goetzi Wagner, Ihlow, Hartmann, Flecks, Schmitz & Böhme, 2021
- Calotes geissleri Wagner, Ihlow, Hartmann, Flecks, Schmitz & Böhme, 2021
- Calotes vindumbarbatus Wagner, Ihlow, Hartmann, Flecks, Schmitz & Böhme, 2021
- Cardioglossa alsco Herrmann, Herrmann, Schmitz & Böhme, 2004
- Cardioglossa occidentalis Blackburn, Kosuch, Schmitz, Burger, Wagner, Gonwouo, Hillers & Rödel, 2008
- Cophoscincopus greeri Böhme, Schmitz & Ziegler, 2000
- Cyrtodactylus pageli Schneider, Nguyen, Schmitz, Kingsada, Auer & Ziegler, 2011
- Cyrtodactylus roesleri Ziegler, Nazarov, Orlov, Nguyen, Vu, Dang, Dinh & Schmitz, 2010
- Echinosaura brachycephala Köhler, Böhme & Schmitz, 2004
- Epipedobates yungicola Lötters, Schmitz & Reichle, 2005, désormais Ameerega yungicola (Lötters, Schmitz & Reichle, 2005)
- Gehyra georgpotthasti Flecks, Schmitz, Böhme, Henkel & Ineich, 2012
- Goniurosaurus catbaensis Ziegler, Truong, Schmitz, Stenke & Rösler, 2008
- Hyperolius dintelmanni Lötters & Schmitz, 2004
- Lepidothyris hinkeli Wagner, Böhme, Pauwels & Schmitz, 2009
- Lepidothyris hinkeli hinkeli Wagner, Böhme, Pauwels & Schmitz, 2009
- Lepidothyris hinkeli joei Wagner, Böhme, Pauwels & Schmitz, 2009
- Leptosiaphos koutoui Ineich, Schmitz, Chirio & Lebreton, 2004
- Lygosoma boehmei Ziegler, Schmitz, Heidrich, Vu & Nguyen, 2007
- Mesalina saudiarabica Moravec, Šmíd, Schmitz, Shobrak & Wilms, 2017
- Naja peroescobari Ceríaco, Marques, Schmitz & Bauer, 2017
- Odontobatrachus Barej, Schmitz, Günther, Loader, Mahlow & Rödel, 2014
- Odontobatrachus arndti Barej, Schmitz, Penner, Doumbia, Sandberger-Loua, Emmrich, Adeba & Rödel, 2015
- Odontobatrachus fouta Barej, Schmitz, Penner, Doumbia, Brede, Hillers & Rödel, 2015
- Odontobatrachus smithi Barej, Schmitz, Penner, Doumbia, Sandberger-Loua, Hirschfeld, Brede, Emmrich, Kouamé, Hillers, Gonwouo, Nopper, Adeba, Bangoura, Gage, Anderson & Rödel, 2015
- Odontobatrachus ziama Barej, Schmitz, Penner, Doumbia, Hirschfeld, Brede, Bangoura & Rödel, 2015
- Panaspis chriswildi Böhme & Schmitz, 1996, désormais Lacertaspis chriswildi (Böhme & Schmitz 1996)
- Petropedetes euskircheni Barej, Rödel, Gonwouo, Pauwels, Böhme & Schmitz, 2010
- Petropedetes juliawurstnerae Barej, Rödel, Gonwouo, Pauwels, Böhme & Schmitz, 2010
- Petropedetes vulpiae Barej, Rödel, Gonwouo, Pauwels, Böhme & Schmitz, 2010
- Pristimantis lucidosignatus Rödder & Schmitz, 2009
- Pristimantis onorei Rödder & Schmitz, 2009
- Python reticulatus saputrai Auliya, Mausfeld, Schmitz & Böhme, 2002
- Sphenomorphus tonkinensis Nguyen, Schmitz, Nguyen, Orlov, Böhme & Ziegler, 2011
- Trachylepis makolowodei Chirio, Ineich, Schmitz & LeBreton, 2008
- Trapelus boehmei Wagner, Melville, Wilms & Schmitz, 2011
- Trapelus mutabilis poppeki Wagner, Melville, Wilms & Schmitz, 2011
- Tropidophorus boehmei Nguyen, Nguyen, Schmitz, Orlov & Ziegler, 2010
- Uromastyx yemenensis Wilms & Schmitz, 2007
- Uromastyx yemenensis shobraki Wilms & Schmitz, 2007, désormais Uromastyx shobraki Wilms & Schmitz, 2007
- Uromastyx yemenensis yemenensis Wilms & Schmitz, 2007
- Varanus bennetti Weijola, Vahtera, Koch, Schmitz & Kraus, 2020
- Varanus lirungensis Koch, Arida, Schmitz, Böhme & Ziegler, 2009
- Varanus rainerguentheri Ziegler, Böhme & Schmitz 2007
- Werneria iboundji Rödel, Schmitz, Pauwels & Böhme, 2004
- Werneria submontana Rödel, Schmitz, Pauwels & Böhme, 2004

## Taxons éponymes
- Acontias schmitzi Wagner, Broadley & Bauer, 2012
- Trapelus schmitzi Wagner & Böhme, 2006[1]